# Dictons météorologiques

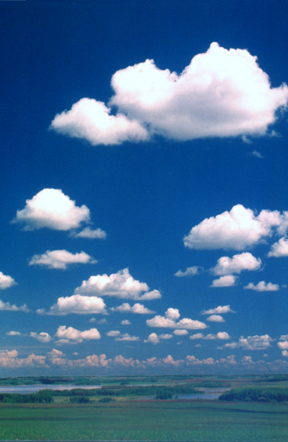
Cumulus humilis sont favorables au vol à voile et au vol des rapaces.

Les dictons météorologiques sont une série de formules métaphoriques ou figurées tirées d'observations empiriques du climat et d'événements météorologiques. Ils servaient de méthode mnémotechnique pour prévoir à court ou moyen terme le temps avant le développement de la prévision météorologique par une méthode scientifique depuis la seconde moitié du XIXe siècle. Les paysans ont ainsi bâti au cours des siècles un corpus de savoir basé sur leur expérience et sur la transmission de bouche à oreille.
Les dictons météorologiques sont souvent incertains et, lorsqu'ils se vérifient, ne sont valables que dans la région où ils sont nés. On citera par exemple l'existence d'un temps très clair. En Provence, un temps de Mistral engendre une luminosité importante qui est gage de beau temps. Cela est aussi vrai en montagne en hiver. Au-dessus de la couche d'inversion, l'ensoleillement est impressionnant et est lié à un temps anticyclonique. Par contre, on dit dans le Forez que si l'on voit le Mont Blanc c'est signe de pluie car la région est soumise au vent du Midi qui crée un effet de foehn dans la région. Lorsque le vent tombe, la pluie arrive. Comme on le verra plus bas, certains dictons se contredisent tout en étant valables dans leur contexte.
Certains proverbes énoncent des vérités scientifiques qui sont parfaitement explicables avec nos connaissances actuelles. Le cas le plus célèbre concerne le ciel rouge le matin (pluie) ou le soir (beau temps) qui s'explique par la diffusion de Rayleigh. La plupart des proverbes liés aux nuages sont corrects et s'expliquent aisément. Certains proverbes concernant des dates données peuvent s'expliquer par les conditions macro-climatiques en la période donnée. Toutefois, il conviendra d'être prudent concernant la validité de ces proverbes de nos jours à cause du réchauffement climatique récent.

## Dictons ayant trait aux nuages

### Altocumulus

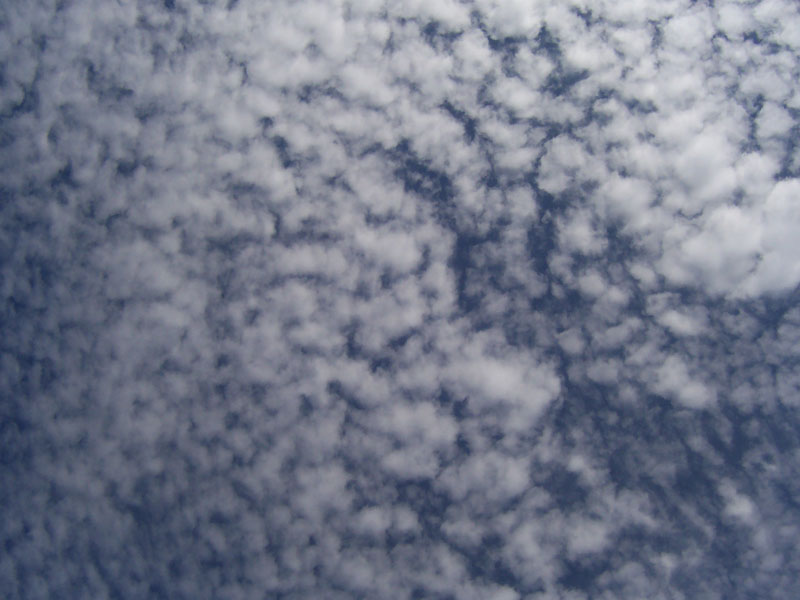
Ciel pommelé typique annonciateur de mauvais temps.

Les altocumulus sont des nuages de l'étage moyen qui annoncent souvent l'arrivée du mauvais temps. En particulier, les altocumulus stratiformis donnent au ciel un aspect moutonné et se transforment souvent en nimbostratus qui est un nuage de mauvais temps. Ainsi, un proverbe fort ancien qui a été référencé au XVIIe siècle dit que « Ciel pommelé & femme fardée ne font pas de longue durée » (en français moderne: Ciel pommelé et femme fardée ne sont pas de longue durée).

### Cirrus

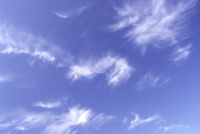
Les cirrus témoignent de l'arrivée (probable) de mauvais temps.

Un front chaud est annoncé par des cirrus qui s'épaississent se transforment en cirrostratus, altostratus et finalement se transforment en nimbostratus. Ainsi, le périodique L'Ami des sciences dit:
- « Après un beau temps, les premiers signes dans le ciel d'un changement sont ordinairement des nuages blancs élevés »[3].

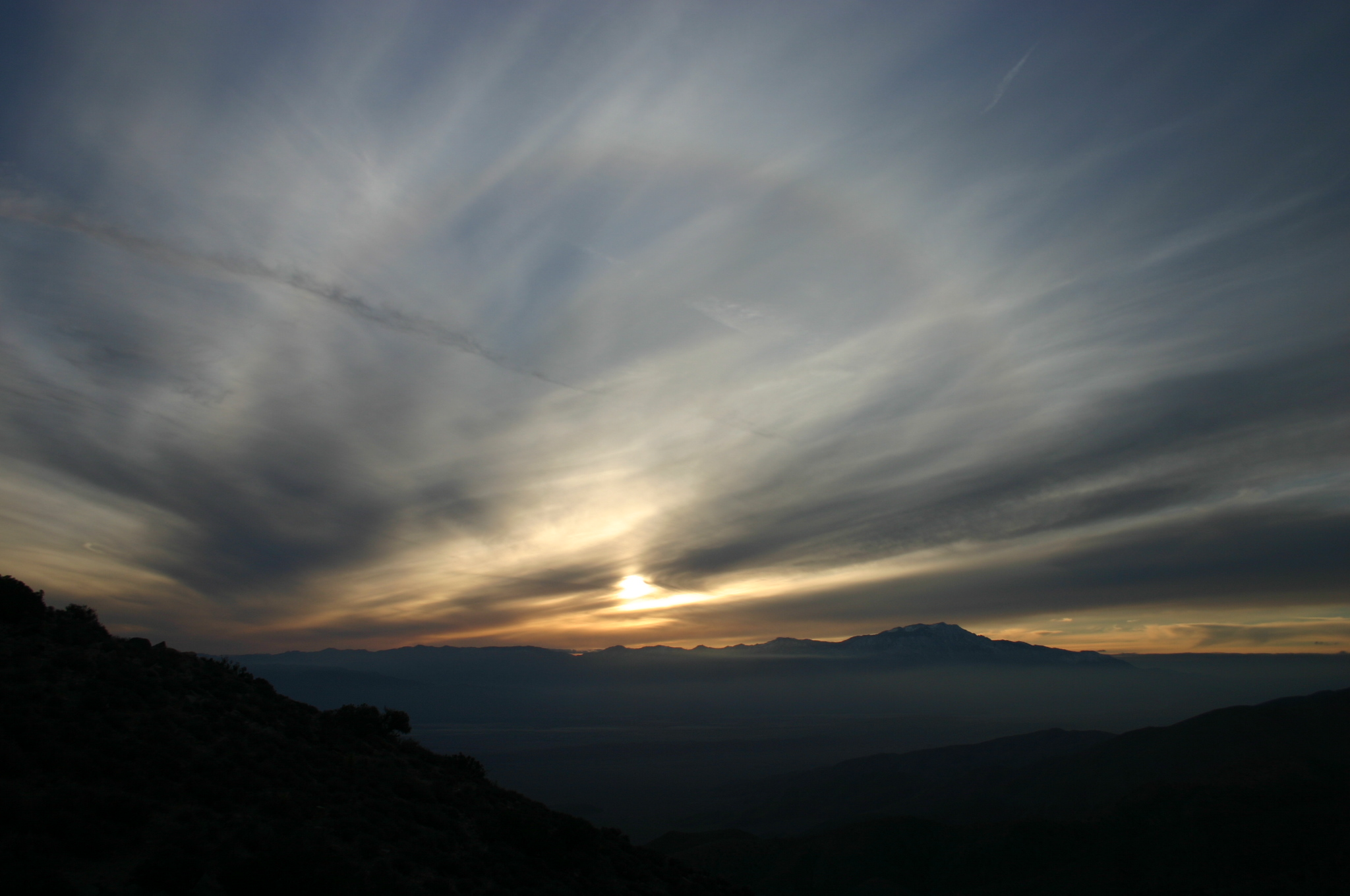
Un halo est annonciateur de pluie.

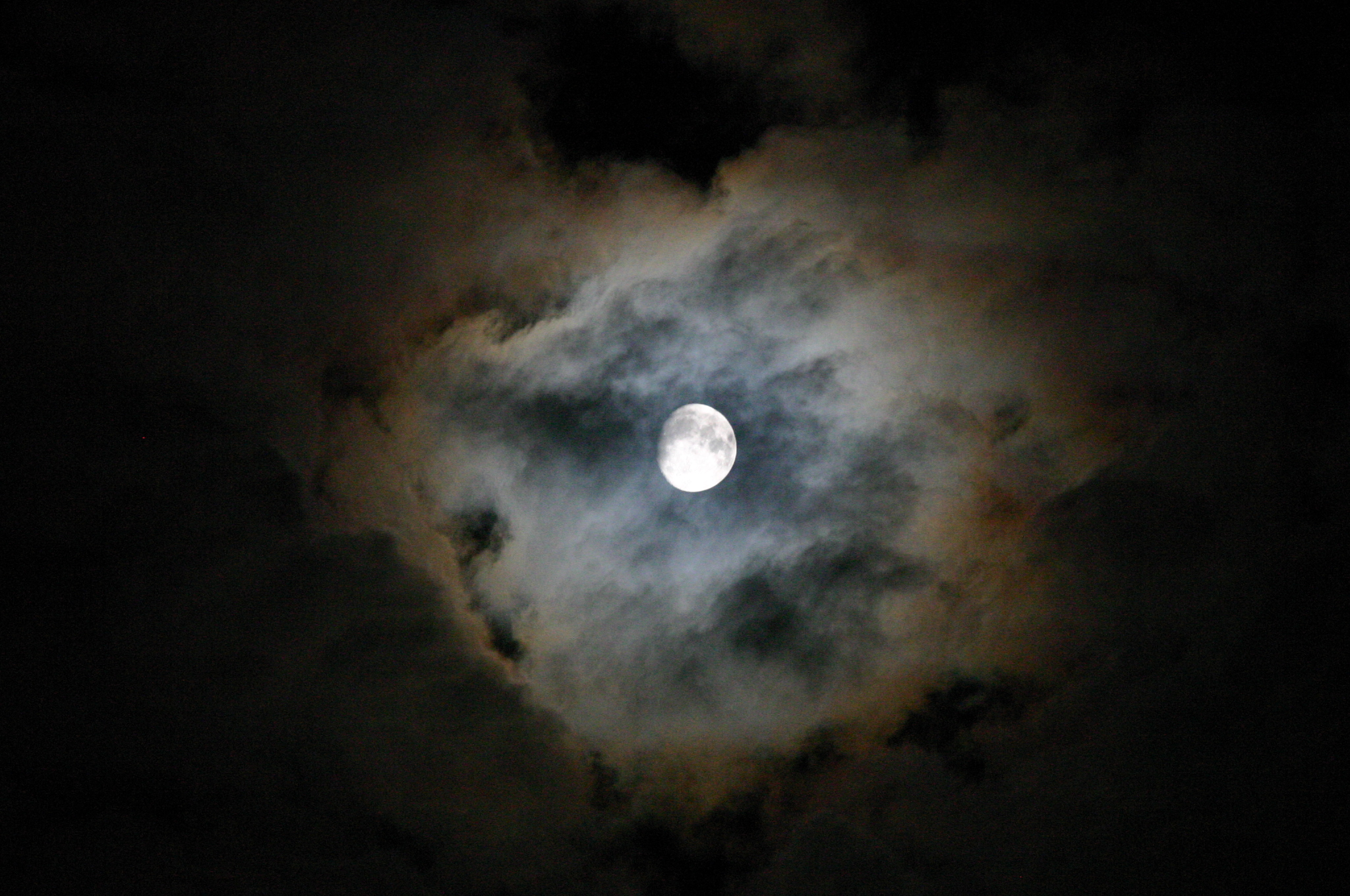
Couronne autour de la lune.

Un halo autour du soleil ou de la lune est causé par la réfraction des rayons lumineux par des cristaux de glace constituant les nuages élevés. En hiver, un halo autour du soleil peut être causé par une couche d'air glacial au niveau du sol. Des proverbes populaires traduisent cet état de fait :
- « Lune encerclée ; pluie prochaine[4] ».
- « Grand cercle autour de la lune ; la pluie est près ; petit cercle autour de la lune ; la pluie est loin[4] ».
- « Quand un cercle se forme autour du soleil ou de la lune ; pluie prochaine[4] ».

### Brouillards
Un proverbe anglais qui ne s'applique pas à la France est le suivant :
- « A summer fog for fair; A winter fog for rain. A fact most everywhere, In valley or on plain. » (traduction « Brouillard d'été beau temps ; brouillard d'hiver pluie. C'est un fait pratiquement partout, dans les vallées ou en plaine. »)

Ce proverbe dit qu'en été la formation de brouillards correspond à un temps anticyclonique et que les brouillards d'hiver sont des brouillards d'advection qui amènent une masse d'air humide de la mer vers la terre (voire des Grands lacs). Ce proverbe est faux dans le sud de la France et en Italie du nord. En hiver, de fortes inversions de température se forment dans les régions montagneuses et les brouillards tenaces sont célèbres dans les vallées alpines et dans la plaine du Pô. En général il règne du grand beau temps stable en montagne d'où l'on peut voir une mer de nuages. Par contre en été, lorsque du brouillard se forme en plaine, l'humidité de l'air est élevée ce qui est propice à la formation d'orages. Ainsi, le proverbe suivant :
- « Brouillard du matin ; Tonnerre certain »[5].

### Stratus et pannus
Autrefois, les paysans ne faisaient pas la distinction entre du brouillard de vallée et des nuages bas qui s'accrochent aux collines. Un brouillard de vallée est signe de temps anticyclonique tandis que la présence de « brouillards » en montagne traduisent la présence d'air humide et donc de temps pluvieux:
- « Brouillard dans la vallée; Bonhomme vas à ta journée; Brouillard sur le mont; Bonhomme reste à la maison »[6].
- « Fumée de pic; Mets toi au lit; Fumée de vallon; Mets toi à l'ombre »[5].

## Phénomènes divers

### Ciel rouge
Le proverbe français dit que :

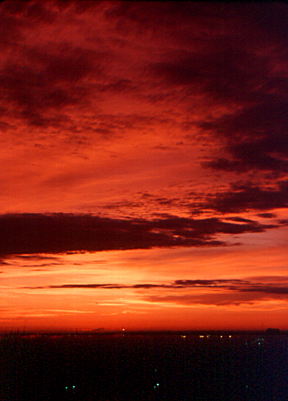
Un ciel rouge au coucher de soleil est signe de beau temps le lendemain.

« Rouge le matin chagrin (ou la pluie est en chemin)
Rouge le soir espoir ».
Les variations du proverbe dans d'autres langues sont les suivantes :
- En anglais britannique :

"Red sky at night,
sailor's delight.
Red sky in the morning,
sailor's warning."
( « Ciel rouge le soir, plaisir du marin.
Rouge le matin, attention marin ».)
- En anglais américain :

"Red sky in the morning,
sailors take warning.
Red sky at night,
sailor's delight."

( « Rouge le matin, le marin est averti
Rouge le soir, plaisir du marin ».)
- En danois/norvégien, les proverbes respectifs sont les suivants :

"Morgenrøde gir dage bløde
Kveldsrøde gir dage søde."
( « Rouge le matin va donner des jours humides
Rouge le soir va donner des jours agréables. » )
- Le proverbe italien est proche du français :

"Rosso di sera,
bel tempo si spera,
rosso di mattina
mal tempo si avvicina."
( « Rouge le soir, espoir de beau temps,
rouge le matin, le mauvais temps s'approche. » )
- En néerlandais :

« Avondrood,
morgen mooi weer aan boord
Ochtendrood,
vanavond water in de sloot. »
La diffusion de Rayleigh est plus importante pour les courtes longueurs d'onde (violet) que pour les grandes (rouge). Donc, lorsque le temps est nuageux et que l'éclairement provient de l'horizon, la lumière émise sera rougeoyante car les courtes longueurs d'onde ont été diffusées. Maintenant, si le ciel est clair à l'ouest, comme les perturbations circulent généralement d'ouest en est, le ciel va s'éclaircir. Ainsi, si le ciel est rouge le soir, le temps va s'améliorer. De par le même raisonnement, si le ciel est rouge le matin, le temps va se dégrader.
Il existe une multitude de proverbes français concernant ces changements :
- « Temps rouge au matin
Met la pluie en chemin »[9].
- « Temps rouge le matin
Annonce la pluie soudain »[9].
- « Le temps rouge au levant
Annonce la pluie dans quelques instants »[9].
- « Le rouge du matin
Arrose le voisin »[9].
- « Rouge le matin
C'est de la pluie pour le voisin
Rouge du couchant
Promet du beau temps »[5].
- « Matin rouge fait la pluie
Soir rouge beau temps »[10].
- « Les rougeurs du matin
font tourner le moulin
Rougeurs du soir
font sécher les toits »[5].
- « Rouge du soir
Bon espoir
Rouge du matin
Trompe le voisin »[5].
- « Le ciel rouge le soir
Le lendemain beau se fait voir »[5].

Ce diction devrait être inversé dans les régions situées dans une bande de 30° autour de l'équateur, c'est-à-dire entre le 30e parallèle nord et le 30e parallèle sud, là où les perturbations circulent d'est en ouest.

### Effet de foehn
En Suisse alémanique, en Savoie, et au nord du Massif central, l'arrivée du mauvais temps est signalée par un flux de sud (vent du Midi, foehn) qui assèche l'air en aval des montagnes par effet de foehn et donc engendre un temps anormalement clair qui ressemble à du grand beau temps avant l'arrivée de mauvais temps qui peut être durable.
- « Ciel très étoilé
N'est pas de longue durée[9]. »
- « Si plus qu'à l'ordinaire, les étoiles grossissent,
C'est bientôt de l'eau que les nuages vous pissent[9]. »
- « Quand le temps est trop gai le soir, il pleure le matin[9]. »
- « Quand la gelée est blanche, la pluie lui chante au cul[4]. »
- « Une forte gelée blanche
Passe toujours sous la planche[4]. »

### Pluie en début de journée
Le proverbe anglophone dit :
"Rain before seven, fine by eleven"
(« Pluie avant 7 heures, beau temps à 11 heures »).
Un analogue français de ce proverbe :
- « Pluie du matin n'arrête pas le pèlerin »[13],[7].

En été à la fin de la nuit, les sommets des altocumulus castellanus se refroidissent plus vite que l'air ambiant et donc une instabilité locale se crée ce qui transforme ces nuages en altocumulonimbus (elevated cumumulonimbus en anglais). Il y a donc un regain d'activité orageuse à la fin de la nuit qui s'estompe lorsque le jour est bien avancé. En outre, les pluies plus tard dans la matinée sont rarement convectives et correspondent au passage d'un front qui a le plus souvent une largeur de quelques centaines de kilomètres. Comme ces derniers se déplacent en général à une vitesse de 40 km/h environ, il y a une forte probabilité que la pluie cesse en fin de matinée.

### Variabilité des précipitations

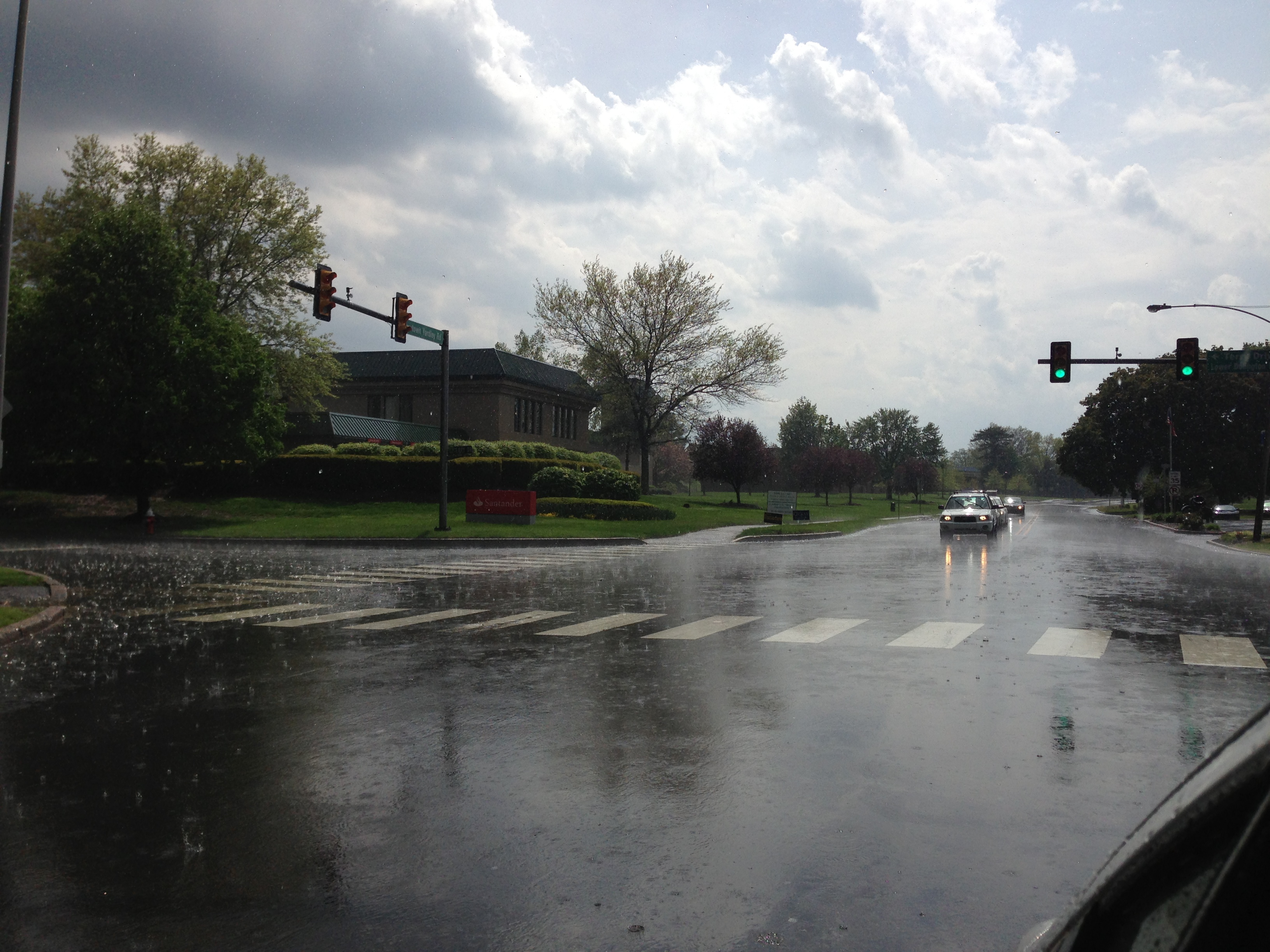
Forte averse avec percée de Soleil dans l'est nord-américain.

À Barneville-Carteret en Normandie, on dit :
- « Quand on voit Jersey, c'est qu'il va pleuvoir ;
quand on ne voit pas Jersey, c'est qu'il pleut déjà[14] ».

Le même dicton est décliné sur tout le littoral normand ou breton lorsqu'il y a une île située à l'ouest d'un port de quelque importance. On la retrouve ainsi avec Granville et les Îles Chausey, Saint-Malo et Bréhat, Brest et Ouessant, L'Île-d'Yeu depuis la côte vendéenne, etc. Tristan Bernard l'a repris à son compte pour le Port du Havre vu de Deauville (de l'autre côté de la Baie de Seine). Il s'agit d'un proverbe mais aussi d'un trait d'humour concernant la variabilité du temps (et les déboires des vacanciers) sur les côtes de Bretagne et de Normandie. Avec le passage de dépressions et de lignes de grains en régime dépressionnaire, le temps change à vue d'œil et les averses succèdent aux éclaircies avec passage de cumulonimbus.
Une autre expression populaire :
- « Quand le diable bat sa femme et marie sa fille »

est une version christianisée d'une historiette du poète romain Plutarque à propos d'un tour joué par Jupiter (dieu du feu) à sa femme Junon (déesse de l'humide). Elle est utilisée quand il pleut sous une averse mais que le Soleil brille encore dans une partie du ciel,,. Ceci s'explique par la nature ponctuelle des nuages convectifs et c'est généralement le résultat du transport horizontal par le vent d'altitude des précipitations ou lors du passage d'un nuage convectif isolé au-dessus de l'observateur alors que la lumière du Soleil n'est pas obstruée par celui-ci. Dans cette situation, il est fréquent de voir également un arc-en-ciel.

## Proverbes ayant trait aux animaux et végétaux

### Animaux
Le comportement des animaux a été utilisé pour prédire les conditions météorologiques à venir. On citera:
- « Âne qui brait sans fin, Âne qui crie chagrin,
Annonce la pluie pour demain »[20].
- « Chien qui se roule annonce du vent ;
S'il mange de l'herbe, il pleuvra »[5].

Il existe un dicton anglophone équivalent.
- « Lorsque le chat se passe la patte sur la tête,
Bientôt il y aura tempête » [4].
- « Chat qui se peigne, poule qui se plume, canard qui se lave, hirondelle qui rase la terre ;
Sont signe de pluie prochaine » [4].
- «  L'arnouille croatte (la grenouille croasse),
le temps se déboîte »[20].
- « Quand les grenouilles chantent le soir, il fait beau le lendemain »[5].
- « Quand les chouettes chantent le soir, signe de beau temps »[5].
- « Quand l'hirondelle rase la terre, signe de pluie ;
quand elle s'élève signe de beau temps »[5].

Ce dernier proverbe s'explique scientifiquement. Les hirondelles se nourrissent d'insectes. Lors de belles journées d'été des ascendances thermiques se forment qui aspirent les insectes en altitude. Les hirondelles s'élèvent alors pour manger ces insectes. Réciproquement, lorsque le temps est à la pluie, aucune ascendance ne se forme et les insectes restent près du sol. Un proverbe équivalent qui décrit le même principe physique où les ascendances ne se forment généralement que par temps chaud et ensoleillé est le suivant :
- «  Quand le corbeau passe bas, sous l'aile il porte la glace ;
Quand il passe haut, il porte la chaleur »[9].

### Pelures d'oignon
En fonction de l'épaisseur des pelures d'oignon, on pourrait prédire si l'hiver va être rigoureux ou non. Des pelures d'oignon épaisses seraient signe d'un hiver rigoureux et réciproquement des pelures minces seraient signe d'un hiver clément. Un proverbe anglophone droughit la chose suivante :
"Onion skins very thin

Mild winter coming in;

Onion skins thick and tough

Coming winter cold and rough."
(« Peaux d'oignons très fines,
Hiver doux à venir ;
Peaux d'oignons épaisses et dures,
Hiver à venir froid et brutal. »)  
Un équivalent français de ce proverbe est le suivant :
« Quand les oignons ont trois pelures ;
Grande froidure ».
Il n'existe pas d'explication scientifique à ce jour de ce proverbe.

## Prévisions climatologiques à certaines dates

### Orages de fin d'hiver
Des fronts froids arctiques accompagnant une chute brutale de température peuvent être associés à des orages hivernaux. Des fortes gelées hivernales empêchent un réveil trop rapide de la végétation et lorsque ces orages se produisent en mars, ils sont bénéfiques. Cependant, les orages hivernaux peuvent être associés à un temps perturbé de flux d'ouest qui est doux et donc propice à un réveil précoce de la végétation qui est alors soumise à des gelées tardives dévastatrices. Ainsi, les proverbes concernant ces orages se contredisent.

#### Janvier
Les dictons concernant le orages durant le mois de janvier se contredisent les uns les autres. Cela tient à la nature des orages comme il est expliqué plus haut.
- « S'il tonne en janvier; Cuves au fumier »[24].
- « Tonnerre en janvier, récolte en quantité »[25].
- « Quand il tonne en janvier; Le vin remplira le cellier »[25].
- « Quand il tonne en janvier; Tu peux monter les barils au grenier »[25].
- « S'il tonne en janvier; C'est du fumier »[25].

#### Février
Les orages de février sont en général considérés comme annonciateurs de manque de vin. En France, ils se produisent lorsque le temps est douceâtre et que des fronts froids de faible gradient de température défilent. Le temps est alors doux et pluvieux qui est peu propice à la vigne.
- « Quand il tonne en février; Montez vos tonneaux au grenier »[26].
- « Quand il tonne en février; Toute l'huile tient dans une cuillère »[26].
- « S'il tonne en février; Il faut jeter les fûts sur le fumier »[26].
- « S'il tonne en février; Point de vin »[26].

#### Mars
Un proverbe anglophone énonce que:
- « When March blows its horn;your barn will be filled with hay and corn »[27].

(traduction : «  Lorsque Mars sonne de la trompette, votre grange sera remplie de foin et de maïs »)
Des proverbes français équivalents existent. On citera :
- « Lorsqu'en mars il tonne; On remplit bouteilles et tonnes »[28]
- « Quand mars il tonne; L'année sera bonne »[28].

Un autre dicton énonce exactement l'opposé :
- « S'il tonne avant Notre Dame de Mars; Le foin manquera et le lait sera rave »[29].

### Hiver doux
Un hiver doux va provoquer un redémarrage précoce de la végétation qui sera alors sujette aux gelées printanières qui risquent de détruire les cultures et sera synonyme de disette. Cela se produisit au tout début du mois de janvier 1709 lorsqu'il fit un temps pluvieux suivi d'une vague de froid brutale lors du grand hiver de 1709. Certains proverbes sont particulièrement imagés.
- « Il vaut mieux voir un voleur dans son grenier; Qu'un laboureur en chemise en janvier »[24].
- « Il vaudrait mieux voir un loup sur un fumier; Qu'un homme en chemise en janvier »[24].
- « Il vaut mieux voir le loup sur le fumier ou un loup enragé; Qu'un homme en bras nus en janvier travailler »[24].
- « Mieux vaudrait voir un voleur au grenier; Qu'un homme en chemise en février »[24].
- « Mieux vaudrait voir un loup dans son foyer; Qu'un homme en chemise en février »[24].
- « Vaut autant voir un loup dans son troupeau; Que le mois de février beau »[24].
- « Mieux vaut un renard au poulailler; Qu'un homme en chemise en février »[30].

### Chandeleur
La fête de la Chandeleur a lieu le 2 février et se situe au début du mois de février qui est réputé être court mais mauvais et fantasque. Il est dit que:
- « À la Chandeleur, l'hiver se meurt (s'en va) ou prend vigueur »[31],[32],[24].

Il n'existe pas de justification théorique de ce proverbe. Toutefois, ce dicton a été justifié de manière spectaculaire lors de la vague de froid de février 1956. La température s'est effondrée de l'ordre de 30 K dans la nuit du 1er au 2 février et ce après un mois de janvier particulièrement doux en France.
D'autres proverbes concernant la Chandeleur peuvent être cités:
- « Si la Chandeleur pleure, l'hiver ne demeure »[37],[24],[32].
- « Chandeleur claire, l'hiver derrière, Chandeleur trouble, l'hiver redouble »[32],[24]

Ce jour-là est appelé Groundhog Day en Amérique du Nord (Jour de la marmotte au Québec). « If the groundhog sees its shadow, thirty days of winter remain. If not, spring will follow immediately. » Il se traduit par « Si la marmotte voit son ombre, 30 jours d'hivers sont à venir. Sinon, le printemps va survenir immédiatement. » Officiellement, cette corrélation n'est pas démontrée. Toutefois, on pourra comprendre que si la marmotte voit son ombre, le temps est ensoleillé donc anticyclonique et froid en cette période de l'année. Dans le cas contraire, on a affaire à un temps humide et donc douceâtre.

### Lune rousse
La fête de Pâques est au début du printemps (fêté après la pleine lune précédente). La lunaison après Pâques (de la nouvelle lune à la nouvelle lune), appelée lune rousse, se produit entre 1 et 6 semaines après Pâques, c'est-à-dire généralement fin avril début mai. Par temps dégagé, les gelées sont encore possibles en France. La lune aurait une couleur rougeâtre à cette époque. Donc, si la lune (rousse) est visible (surtout à la pleine lune), il est dit que les plantes vont roussir (geler) à cause de cette lune rousse. Cette explication est incorrecte car ce n'est pas la lune rousse qui roussit les plantes mais la gelée. Cependant la corrélation entre la lune rousse et le roussissement des plantes est judicieuse. On citera le proverbe suivant : « En lune rousse, rien ne pousse. »

#### Saints de glace
Les Saints de glace qui sont Saint Mamert, Saint Pancrace et Saint Servais sont fêtés les 11, 12 et 13 mai. Ils correspondraient à un bref retour du froid avant l'été. Il existe une multitude proverbes concernant cette période. On citera:
- « Saint Gervais [Servais], Saint Mamert, Saint Pancrace, Voilà les trois saints de glace »[41],[42].
- « Se méfier de Saint Mamert, de Saint Pancrace et Saint Servais Car ils amènent un temps frais; Et vous auriez regret amer »[41].
- « Les trois saints de glace Saint Mamert, Saint Pancrace, Saint Servais De leur passage en mai, Laissent souvent la trace »[41].
- « Après Saint-Servais, plus de gelée»[41].
- « Mamert, Pancrace, Servais sont les trois saints de Glace, mais Saint-Urbain les tient tous dans sa main »[43].

#### Saint Urbain
Ce saint était fêté en France le 25 mai. Les dictons disent qu'après cette date, les gelées sont improbables. Les dictons principaux concernant cette date charnière sont les suivants :
- «  À la Saint Urbain plus ne gèlent ni pain ni vin »[44],[42].
- «  Le vigneron n'est rassuré que la Saint Urbain passée »[44].
- «  Saint Urbain, la fleur au grain »[44].
- «  Quand la Saint-Urbain[45] est passée, le vigneron est rassuré »[46].
- «  À la saint Urbain, la fleur au grain » ou « Gelée le soir de saint Urbain, anéantit fruits, pain, vin »[43]
- «  Le soleil de saint Urbain amène une année de grand bien »[43].
- «  À la saint Urbain s’il fait beau, on le porte en procession. S’il gèle, les vignerons fâchés le jettent le cul dans les orties »[47].
- «  Erbinet (ou Urbinet), le pire de tous quand il s'y met, car il casse le robinet[43],[42]» ou « S'il pleut à la saint Urbain, c'est quarante jours de pluie en chemin[43] ».

### Transition entre printemps et été
Le proverbe précédent n'est pas à prendre au pied de la lettre car il est peu croyable que l'on puisse prédire le temps dans les 40 jours qui viennent mais simplement il traduit le fait que le début de l'été va être médiocre, le mois de juin étant un mois de transition. En fait, il faut comprendre que la pluie le jour de la Saint-Urbain est un présage d'un mois de juin « pourri » car la France est soumise à un régime général perturbé. Les proverbes précédents indiquent que s'il fait beau à la fin mai début juin, le mois de juin va être soumis à un régime anticyclonique. Des proverbes équivalents sont les suivants :
- « S'il pleut à la Saint Médard (8 juin), il pleut 40 jours plus tard »[7],[48].
- « S'il pleut pour Saint Médard, le beau temps vient tard »[48].
- « Saint Médard beau et serein, Promet abondance de grains »[48].

### Assomption
Le 15 août est réputé pour annoncer la fin, en France, des grosses chaleurs et le retour d'un temps plus automnal. Les principaux proverbes concernant l'Assomption sont les suivants :
- « Quand il pleut le jour de Notre Dame, il pleut jusqu'au 8 septembre »[49].
- « Quand vient le 15 août, tourne, tourne le froid dessous »[49].
- « Après le 15 août, lève la pierre, le froid est dessous »[49].
- « Pour le 15 août, le dessous des pierres est humide »[49].

Un proverbe qui est le pendant de la Chandeleur dit :
- « À la mi-août, le temps s'arrange ou défait tout »[49].

### Été indien
Le temps maussade de fin novembre est souvent précédé de belles journées d'arrière saison. En Nouvelle-Angleterre et dans l'est du Canada, il peut y avoir des journées chaudes en octobre liées à la présence d'un anticyclone et à un flux de sud. Cette période de l'année est appelée été indien du fait que les Amérindiens profitaient de ce redoux automnal pour préparer leurs habitations aux rigueurs de l'hiver. En France, le phénomène est moins marqué. Toutefois, principalement dans le sud-ouest, un flux de sud peut être à l'origine de fortes chaleurs par effet de foehn en octobre.

#### Étés de la Saint Denis et de la Saint Géraud
Au cours du petit âge glaciaire, l'automne était en avance de deux semaines par rapport à nos jours. Les proverbes (qui sont anciens) ne sont plus nécessairement adaptés aux conditions climatiques contemporaines et tendent à présenter le mois d'octobre en France comme un mois frais. Par conséquent, les proverbes mentionnant les phénomènes d'été indien sont rares. Ainsi, la Saint Géraud (13 octobre) est l'objet des proverbes contradictoires suivants :
- « L'été de la Saint Géraud ne dure que trois jours »[51].
- « Pour Saint Géraud, Les châtaignes font le chaud »[51].
- « À la Saint Géraud, De la neige en grand tas »[51].

#### Été de la Saint Martin
L'Été de la Saint-Martin qui est le pendant des Saints de glace correspond à un retour d'un temps doux et ensoleillé juste avant que l'hiver ne s'installe définitivement. On citera :
- « L'été de la Saint Martin dure trois jours et un brin »[49].

### Note
1. ↑  L'arrivée de la vague de froid fut violente. Ainsi, à 07:00, le mistral soufflait à 80 km/h de moyenne à l'aéroport, le temps était peu nuageux et la température (frigide) était de −11 °C. La pression atmosphérique était basse (1 006,9 hPa) et donc Marseille était dans une zone de basses pressions nonobstant le temps dégagé[33]. Une pointe de mistral de 180 km/h fut observée à Istres[34],[35],[36]. Cela engendra une température ressentie de −32 °C dans le « Midi de la France » !